# شهرستان کاوالروفسکی
شهرستان کاوالروفسکی (به لاتین: Kavalerovsky District) یک شهرستان در روسیه است که در سرزمین پریمورسکی واقع شده‌است.